# Watertoren (Moerbeke)
De watertoren aan de Moervaart in Moerbeke werd gebouwd in 1879, gelijktijdig met het Kasteel Lippens waar het oorspronkelijk toe behoorde.

## Beschrijving
De vierkante bakstenen watertoren omvat een natuurstenen sokkel, een schacht met decoratieve banden in donkerder baksteen en een licht uitkragende kuip met ruitmotieven. Boven op het leien tentdak bevindt zich een spil met een vliegende draak. Een omlijste vleugeldeur met decoratief ijzeren beslagwerk biedt toegang tot het geheel. De pompinstallatie is verdwenen. Sinds 10 november 1995 heeft de toren de status van beschermd erfgoed.